# سد ديالى

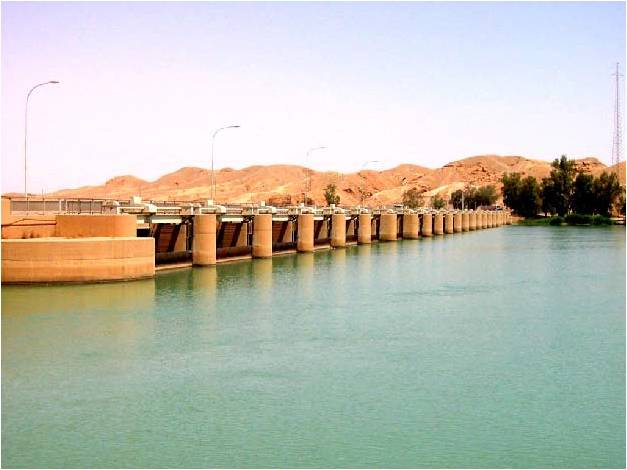

سد ديالى هو سد يبعد مسافة 90 كم شمال شرق بغداد على نهر ديالى. الغرض الرئيسي من السد هو لتحويل تدفق سد حمرين (11 كم من المنبع) إلى قناتي الخالص والصدور لأغراض الري.